# Alpaida keyserlingi
Alpaida keyserlingi là một loài nhện trong họ Araneidae.
Loài này thuộc chi Alpaida. Alpaida keyserlingi được Herbert Walter Levi miêu tả năm 1988.